# Pimarsäure
Pimarsäure, genauer D-Pimarsäure, ist eine Harzsäure, also Bestandteil des Baumharzes. Pimarsäure gehört neben den anderen Vertretern der Stoffgruppe der Pimarsäuren zu den tricyclischen Diterpen-Carbonsäuren, besteht also aus vier Isopreneinheiten.

## Gewinnung
Erhitzt man Kiefernharze in geschlossenen Kesseln auf über 100 °C, so destillieren Wasser und Terpentinöl über, während die im Kessel zurückbleibende Schmelze bei der Abkühlung zu einer glasartigen Masse – Kolophonium genannt – erstarrt. Pimarsäure ist ein Bestandteil dieser Masse.

## Erstbeschreibung
Die Erstbeschreibung von Pimarsäure (franz. acide pimarique; die Namensgebung erfolgte durch Zusammenziehung der ersten Silben von Pinus maritima) – Isolierung aus dem Harz von Pinus maritima aus der Nähe von Bordeaux sowie Elementaranalyse – erfolgte 1839 durch Auguste Laurent (1807–1853). 1865 wurden Pimarsäure und Pimarate im Detail erneut von Julius Duvernoy untersucht.